# Волков Олександр Анатолійович
Олекса́ндр Анато́лійович Во́лков  (нар. 29 березня 1964, Омськ) — радянський і український баскетболіст російського походження. Політик, Народний депутат України від Партії регіонів. Президент баскетбольного клубу «Київ». Заслужений майстер спорту (1988).

## Біографічні відомості

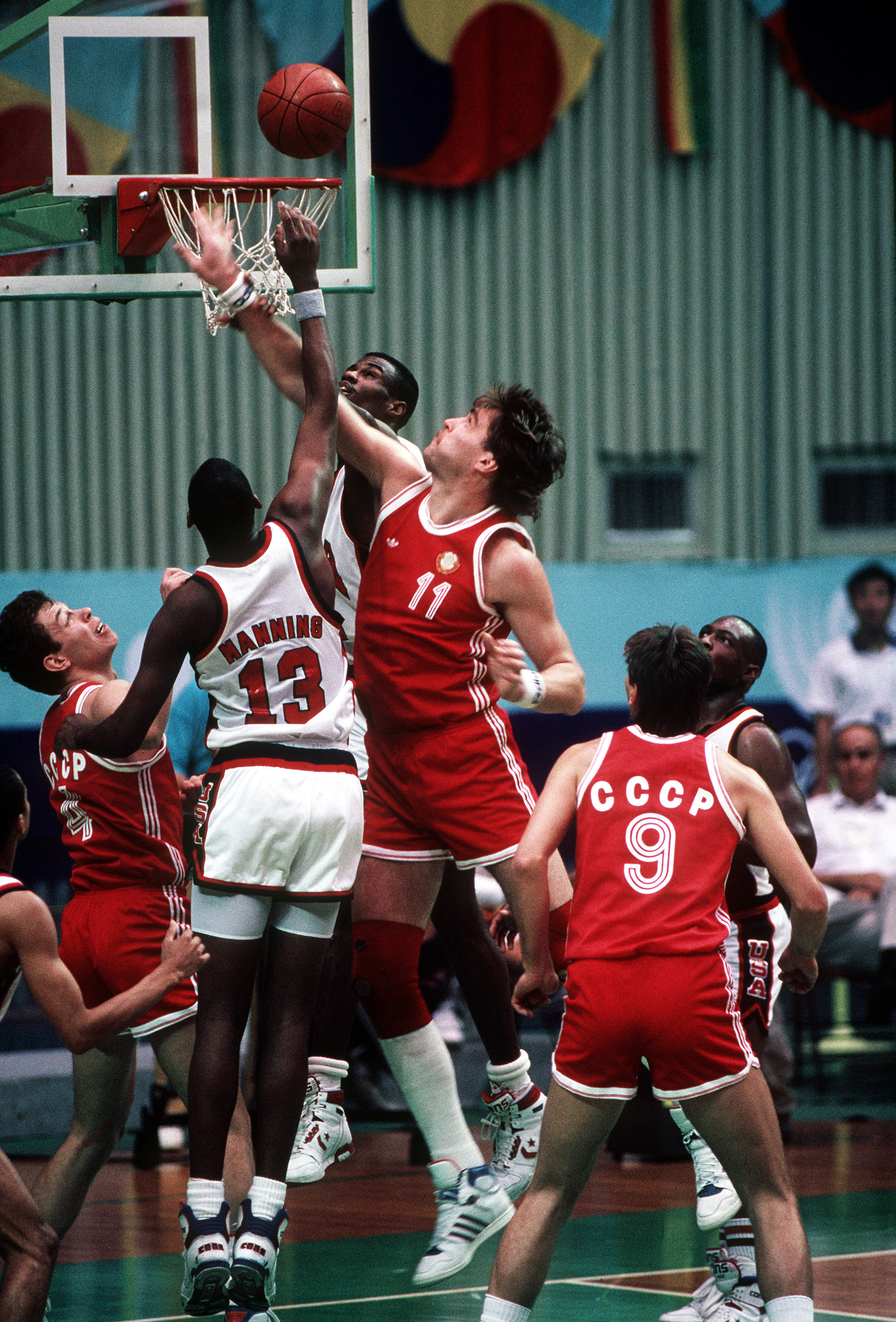
Літні Олімпійські ігри 1988. Баскетбол (чоловіки). СССР — США. Волков та Сабоніс (№ 11) проти Денні Меннінга (№ 13) і Девіда Робінсона

Навчався в КСЛІ. Закінчив Київський інститут фізичної культури (1987). Зріст 208 см, вага 110 кг[джерело?].
1981—1986, 1987—1989 — гравець команди «Будівельник» (Київ).
1986—1987 — гравець ЦСКА (Москва).
1989—1992 — гравець «Атланта Гокс» (США).
1992—1993 — гравець команди «Панасонік» (Італія).
1993—1995 — гравець команд «Панатінаікос» і «Олімпіакос» (Греція).
1998 — тренер національної збірної України.
1999 — засновник і президент баскетбольного клубу «Київ».
Олімпійський чемпіон 1988 з баскетболу, чемпіон Європи (1985), чемпіон СРСР (1988, 1989).
2 серпня 1999 — 10 січня 2000 — голова Державного комітету України з фізичної культури і спорту. Президент Фонду сприяння розвитку баскетболу О. Волкова (з 1988).
Чемпіон України (2000). Заслужений майстер спорту (1988). Державний службовець 1-го рангу (з листопада 1999).

### Сім'я
Дружина Алла Петрівна, дві доньки — Анастасія та Олександра.

## Депутатство
Народний депутат України 5-го скликання з квітня 2006 до листопада 2007 від Блоку «Наша Україна», № 44 в списку. На час виборів: тренер з баскетболу ТОВ "Баскетбольний клуб «Київ», безпартійний. Член фракції Блоку «Наша Україна» (квітень 2006 — січень 2007). Перший заступник голови Комітету з питань сім'ї, молодіжної політики, спорту і туризму (липень 2006 — квітень 2007), голова Комітету з питань сім'ї, молодіжної політики, спорту і туризму (з квітня 2007).
Народний депутат України 6-го скликання з листопада 2007 до грудня 2012 від Партії регіонів, № 42 в списку. На час виборів: народний депутат України, безпартійний. Член фракції Партії регіонів (з листопада 2007). Перший заступник голови Комітету з питань сім'ї, молодіжної політики, спорту та туризму (з грудня 2007).
5 червня 2012 з картки Волкова було подано голос за проєкт Закону України «Про засади державної мовної політики», який посилює статус російської мови, при цьому сам Волков того дня взагалі був відсутній у сесійній залі.
Народний депутат України 7-го скликання з грудня 2012 від Партії регіонів, № 64 в списку. На час виборів: народний депутат Україна, член ПР. Член фракції Партії регіонів (з грудня 2012). Член Комітету з питань аграрної політики та земельних відноси (з грудня 2012).

## Відзнаки
- Орден «Знак Пошани» (СССР, 1988).